# Камерарій
Камера́рій (лат. camerarius, від лат. camera — «палата»; нім. Kämmerer, пол. kamlarz)
- 1) у Західній Європі придворний чиновник вищого рангу, який завідував скарбницею;
- 2) у Польщі й Литві посадова особа дворянського походження, яка була присутня на засіданнях земського суду;
- 3) коморник у війську, прирівняний до воєнного поліцмейстера[1].

## Історія
Ця посада з'явилась ще у Франкському королівстві, де вона відповідала сучасному скарбникові, тобто тоді камерарій відав скарбницею короля. У ранньофеодальний період в Німеччині і норманській Англії повноваження камерарія були дещо ширшими, вбираючи в себе окрім фіскальних функцій, ще й господарські. В цих країнах камерарій був зобов'язаний наглядати за палацовим майном монарха. У часи Шведської імперії у підвладних провінціях камерарій забезпечував також збирання податків, така особа називалася камрером.
У документах Ватикану термін «Domini Papae camerarius» відомий з 1159 року. Як член Римської курії камерарій Папи Римського очолював Апостольську палату (фінансову службу) і відповідав за матеріальні цінності апостольського престолу. 1247 року папа Григорій X у своїй постанові «Ubi periculum» наголосив, що камерарій виконує свої обов'язки після смерті чинного монарха до обрання наступного папи. Оскільки в Середньовіччі така процедура, конклав, часто затягувалась, то вакантний період міг тривати роками. Це значно підвищило рівень відповідальності камерарія, тому якщо спочатку на нього призначали прелата, то потім — єпископа, а зрештою — тільки кардинала. З XV сторіччя ці зміни призвели до появи фактично нової посади — камерленго Святої Римської церкви.
Окрім монарших престолів посада камерарія могла існувати при скарбниці міста та в деяких чернечих орденах.

## Священна Римська імперія
Скарбом імперії завідував верховний камерарій (лат. archicamerarius, нім. Erzkämmerer).
травень 1387
- лат. Nos Sigismundus dei gracia Hungarie Dalmacie Croacie Rame Servie Galicie Lodomerie Comanie Bulgarieque rex, marchio Brandemburgensis, sacri Romani Imperii archicamerarius, atque Boemie et Luczemburgensis heres

Ми, Сигізмунд, Божою милістю, король Угорщини, Далмації, Хорватії, Рами, Сербії, Галичини, Волині, Куманії і Болгарії; маркграф
Бранденбурзький; верховний камерарій Священної Римської імперії; а також дідич Богемський і Люксембурзький.